# San Sebastiáns Grand Prix

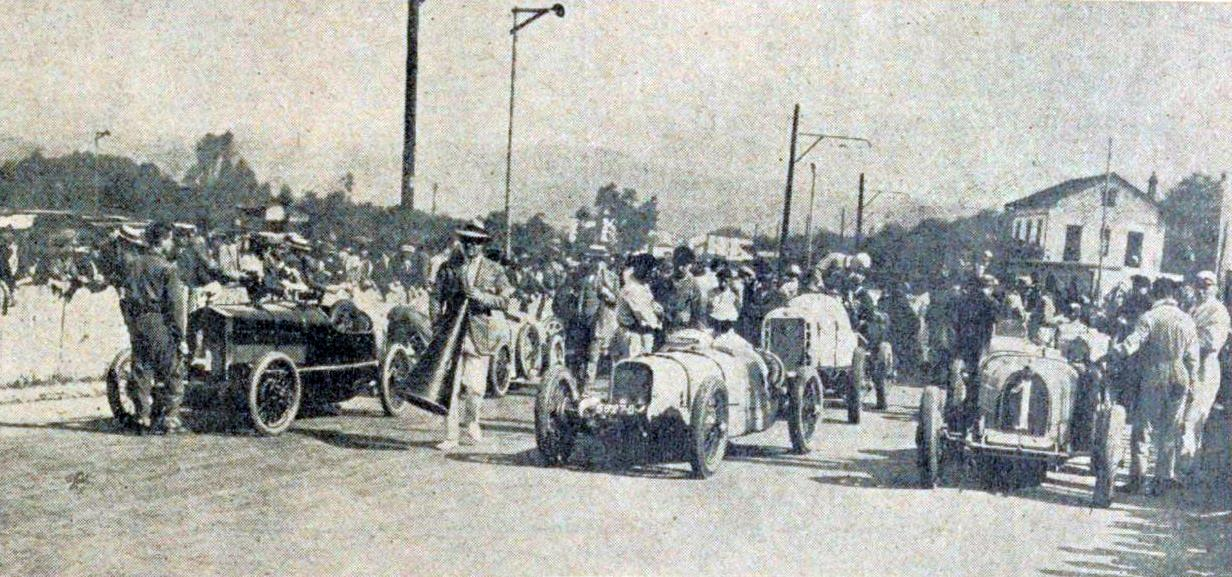
Startgridden inför loppet 1927.

San Sebastiáns Grand Prix var en Grand Prix-tävling som kördes i på racerbanan Circuito Lasarte utanför San Sebastián i Spanien mellan 1923 och 1930.

## Vinnare av San Sebastiáns Grand Prix[1]
| År     | Förare                  | Bil            |
| ------ | ----------------------- | -------------- |
| 1923   | Albert Guyot            | Rolland-Pilain |
| 1924   | Henry Segrave           | Sunbeam        |
| 1925   | Albert Divo André Morel | Delage         |
| 1926 * | Jules Goux              | Bugatti        |
| 1927   | Emilio Materassi        | Bugatti        |
| 1928   | Louis Chiron            | Bugatti        |
| 1929   | Louis Chiron            | Bugatti        |
| 1930   | Achille Varzi           | Maserati       |

* Tävlingen 1926 gällde även som Europas Grand Prix.